# مارتن كراندال
مارتن كراندال (بالإنجليزية: Martin Crandall)‏ هو موسيقي أمريكي، ولد في 20 أبريل 1975 في ألباكركي في الولايات المتحدة.

## وصلات خارجية
- مارتن كراندال على موقع ميوزك برينز (الإنجليزية)
- مارتن كراندال على موقع أول ميوزيك (الإنجليزية)
- مارتن كراندال على موقع ديسكوغز (الإنجليزية)